# Президент Республики Молдова
Президент Республики Молдова (рум. Președintele Republicii Moldova) — согласно Конституции, является главой Республики Молдова, представляет государство и является гарантом суверенитета, национальной независимости, единства и территориальной целостности страны.

## Процедура избрания
Президент Республики Молдова избирается всенародным голосованием. Президентом Республики Молдова может быть избран гражданин, имеющий право избирать, достигший 40-летнего возраста, проживавший или проживающий на территории Республики Молдова не менее 10 лет и владеющий государственным языком. Избранным считается кандидат, набравший 50 % + 1 голос. Если ни один из кандидатов не набрал необходимого количества голосов, проводится второй тур голосования по первым двум кандидатурам, установленным в порядке убывания числа голосов, полученных в первом туре. Во втором туре голосования кандидат, набравший большинство голосов, объявляется победителем.
Результаты выборов президента признаются действительными Конституционным судом Республики Молдова. Кандидат, избрание которого признано действительным, не позднее чем в 45-дневный срок после выборов приносит перед Парламентом Республики Молдова и Конституционным судом Республики Молдова следующую присягу:

Клянусь отдавать все свои силы и умение во имя процветания Республики Молдова, соблюдать Конституцию и законы страны, защищать демократию, основные права и свободы человека, суверенитет, независимость, единство и территориальную целостность Молдовы. 
Оригинальный текст (рум.)Jur să-mi dăruiesc toată puterea și priceperea propășirii Republicii Moldova, să respect Constituția și legile țării, să apăr democrația, drepturile și libertățile fundamentale ale omului, suveranitatea, independența, unitatea și integritatea teritorială a Moldovei.

## Срок полномочий
Президент Республики Молдова избирается на четырёхлетний срок и вступает в должность со дня принесения присяги. Президент исполняет свои полномочия до принесения присяги вновь избранным президентом. Срок полномочий президента может быть продлён органическим законом в случае войны или катастрофы. Одно и то же лицо не может занимать должность президента более двух сроков.

## Полномочия
- созыв парламента на внеочередные или специальные сессии
- законодательная инициатива
- послания парламенту
- промульгация (подписание) принятых парламентом законов (Президент может один раз отказаться от подписания закона и отправить его на пересмотр в парламент, в случае повторного утверждения закона парламентом в прежней редакции Президент обязан осуществить промульгацию)
- выдвижение кандидатуры премьер-министра после консультации с парламентскими фракциями (согласно решению Конституционного суда Республики Молдова, глава государства обязан представить на утверждение кандидатуру от парламентской коалиции, если таковая будет сформирована)
- назначение и освобождение от должности членов Правительства по представлению премьер-министра (согласно решению Конституционного суда Республики Молдова, глава государства имеет право отклонить предложение премьер-министра лишь один раз, что фактически сводит его роль к формальному оформлению документов)
- роспуск парламента (возможен только в конкретных случаях, предусмотренных в Конституции, — невозможности формирования Правительства или блокирования в течение трёх месяцев принятия законов, при этом перед принятием решения Президент обязан провести консультации с парламентскими фракциями)
- полномочия в области внешней политики:	
  - президент ведёт переговоры, участвует в ведении переговоров, заключает международные договоры от имени страны и представляет их парламенту для ратификации в порядке и сроки, установленные законом;
  - президент по предложению правительства аккредитует и отзывает дипломатических представителей Республики Молдова и утверждает учреждение, упразднение или изменение ранга дипломатических миссий;
  - президент принимает верительные и отзывные грамоты дипломатических представителей других государств в Республике Молдова.
- полномочия в области обороны	
  - президент является главнокомандующим вооруженными силами (данное положение Конституции может восприниматься как символическое, поскольку реальное управление вооруженными силами осуществляет министр обороны, который, согласно решению Конституционного суда Республики Молдова, может быть назначен без участия и согласия главы государства);
  - президент с предварительного согласия парламента может объявить частичную или всеобщую мобилизацию;
  - в случае вооруженной агрессии против страны президент принимает меры по отражению агрессии, вводит военное положение и незамедлительно информирует об этом парламент (требуется контрассигнация, то есть все соответствующие указы главы государства вступают в силу после их одобрения премьер-министром). Если парламент не находится в это время на сессии, он созывается по праву в течение 24 часов после развязывания агрессии.
  - президент может принимать и иные меры, направленные на обеспечение национальной безопасности и общественного порядка, в пределах закона и в соответствии с ним (требуется контрассигнация, то есть все соответствующие указы главы государства вступают в силу после их одобрения премьер-министром).
- президент Республики Молдова осуществляет также следующие полномочия:
  - награждает государственными наградами и присваивает почётные звания;
  - присваивает высшие воинские звания, предусмотренные законом;
  - решает вопросы гражданства Республики Молдова и предоставления политического убежища;
  - назначает на государственные должности в соответствии с законом;
  - осуществляет помилование;
  - может потребовать от народа изъявления его воли по вопросам общенационального значения путём консультативного референдума (результаты такого референдума не будут иметь прямой юридической силы);
  - присваивает дипломатические ранги;
  - присваивает в соответствии с законом высшие классные чины работникам прокуратуры, судебных инстанций и другим категориям служащих;
  - приостанавливает действие актов Правительства, противоречащих законодательству, до принятия окончательного решения Конституционным судом Республики Молдова;
  - осуществляет иные полномочия, установленные законом.

## Список президентов Республики Молдова
| № | Имя                                      | Портрет | Срок полномочий  | Срок полномочий  | Выборы    | Политическая партия                    |
| - | ---------------------------------------- | ------- | ---------------- | ---------------- | --------- | -------------------------------------- |
| 1 | Мирча Снегур                             |         | 3 сентября 1990  | 15 января 1997   | 1991      | беспартийный                           |
| 2 | Пётр Лучинский                           |         | 15 января 1997   | 7 апреля 2001    | 1996      | беспартийный                           |
| 3 | Владимир Воронин                         |         | 7 апреля 2001    | 11 сентября 2009 | 2001 2005 | Партия коммунистов Республики Молдова  |
| — | Михай Гимпу (исполняющий обязанности)    |         | 11 сентября 2009 | 28 декабря 2010  | 2009      | Либеральная партия                     |
| — | Владимир Филат (исполняющий обязанности) |         | 28 декабря 2010  | 30 декабря 2010  | 2009      | Либерал-демократическая партия Молдовы |
| — | Мариан Лупу (исполняющий обязанности)    |         | 30 декабря 2010  | 23 марта 2012    | 2009      | Демократическая партия Молдовы         |
| 4 | Николай Тимофти                          |         | 23 марта 2012    | 23 декабря 2016  | 2012      | беспартийный                           |
| 5 | Игорь Додон                              |         | 23 декабря 2016  | 24 декабря 2020  | 2016      | беспартийный                           |
| 6 | Майя Санду                               |         | 24 декабря 2020  | действующий      | 2020 2024 | беспартийная                           |